# جاك لينوكس
جاك لينوكس (بالإنجليزية: Jack Lennox)‏ هو لاعب دوري الرغبي أسترالي، ولد في 21 مارس 1907 في مودجي في أستراليا، وتوفي في 7 ديسمبر 1943 في سنغافورة.